# معركة الجسر الحديدي
معركة الجسر الحديدي نشبت بين جيش المسلمين والجيش البيزنطي سنة 637 م. في عهد الخليفة الراشدي عمر بن الخطاب، وكانت المعركة بالقرب من جسر حديدي يعبر نهر العاصي، وهو سبب تسمية المعركة. كانت المعركة ضمن حملات المسلمين العرب على الأناضول بعد انتصار الخلفاء الراشدين الساحق في معركة اليرموك.